# I'll Still Love You
«I'll Still Love You» es una canción del músico británico George Harrison publicada en el álbum de estudio de Ringo Starr, excompañero de The Beatles, Ringo's Rotogravure en 1976. La canción contó con una larga historia de grabaciones anteriores, siendo escrita originalmente en 1970 con el título de «Whenever», tras lo cual fue rebautizada como «When Every Song is Sung». Harrison intentó ceder la canción a Shirley Bassey, aunque la grabó para su propio álbum All Things Must Pass, antes de producir sendas versiones entre 1971 y 1972 para Ronnie Spector y Cilla Black. Mary Hopkin y Leon Russell también intentaron versionar la canción. Solo una versión posterior de Black, bajo el título de «I'll Still Love You (When Every Song Is Sung)», ha sido publicada oficialmente.
Entre biógrafos de The Beatles, «When Every Song is Sung» es considerada una de las mejores canciones de amor de Harrison junto a clásicos del grupo como «Something» y «Yesterday». El autor Ian Inglis describió la canción como una «obra maestra inacabada».

## Composición
A finales de 1969, cuando la canción de George Harrison «Something» fue publicada como sencillo de The Beatles –la primera vez que una de sus composiciones fue publicada como tal–, comentó en una entrevista para NME: «Hay un montón de canciones como esas en mi cabeza. Tengo que bajarlas. Quizás incluso a otras personas les gustaría cantarlas». En el verano de 1970, «Something» dio a la cantante galesa Shirley Bassey su mayor éxito en el Reino Unido en casi diez años, un hecho que le llevó a decir a un periodista que Harrison y ella podían formar una pareja de compositores en la escala de Dionne Warwick y Burt Bacharach. Según Harrison, escribió la canción conocida como «When Every Song Is Sung» con Bassey en mente, y su manuscrito, reimpreso en el libro I, Me, Mine, incluso lleva el título de «Whenever (by Shirley Basey)». Tal y como explicó a Derek Taylor: «Tenía la secuencia de acordes, y "When every song is sung" fueron las primeras palabras que salieron por mi boca».
Simon Leng, biógrafo de Harrison, describió la canción como «una letra emocionalmente compleja que reflexiona cómo el amor puede sobrevivir "cuando cada alma es libre"».

When every song is sung 
 When every bells been rung 
 When every pictures hung up 
 I'll still love you 
 … 
 When every soul is free 
 When every eye can see 
 When people all agree 
 Then I'll still love you.

El teólogo Dale Allison consideró que el tema de la canción era el «moksha», o la liberación de la reencarnación en la fe hinduista. Según el escritor: «"I'll Still Love You (When Every Song Is Sung)" espera con interés el momento en el que todas las amas son "libres", cuando todos los ojos "verán", y cuando todos los humanos tengan la misma mente. "Todo debe pasar", pero en realidad nadie fallece nunca». Leng señaló que los versos de la canción tienen el mismo semitono descendente de «Something», y estructuralmente incluye un puente que es «más duro, dramático» comparado con el estribillo, al igual que en «Something». Para Leng, «When Every Song Is Sung» es una de las mejores baladas de Harrison.

## Grabación

### George Harrison
Al igual que con «Something», «When Every Song Is Sung» fue compuesta al piano, en este caso durante unas sesiones para el álbum All Things Must Pass. Grabaciones pirata de las sesiones entre mayo y agosto de 1970, en las que se grabaron la mayoría de las pistas básicas, muestran que se llegaron a grabar 44 tomas de la canción. Las grabaciones revelan un arreglo musical con al menos dos guitarras acústicas, piano, batería y saxofón. A pesar de la cantidad de tiempo dedicado a la canción, la versión de Harrison solo está disponible como un descarte en grabaciones pirata como Songs for Patti. Ian Inglis lamentó el hecho de que Harrison nunca volviera a revisitar la canción en lugar de dársela a otro artista. Según el autor: «Tiene el potencial, lírico y musical, para convertirse en una de sus creaciones más hermosas. En su forma actual, es una obra maestra inacabada».

### Ronnie Spector
«When Every Song Is Sung» fue una de las cinco o seis composiciones de Harrison grabadas en febrero de 1971 en lo que pretendió ser el primer álbum en solitario de Ronnie Spector, antigua vocalista de The Ronettes y mujer de Phil Spector, productor del músico en All Things Must Pass. Del total de las sesiones, solo el sencillo «Try Some, Buy Some» llegó a ser publicado por Apple Records.

### Cilla Black
Los problemas asociados a The Concert for Bangladesh llevaron a Harrison a estar ausente de la producción musical durante gran parte de 1971 y del año siguiente. En agosto de 1972, volvió a trabajar como productor para un nuevo sencillo de Cilla Black, cuya cara A iba a ser «When Every Song Is Sung». La grabación tuvo lugar en los Apple Studios de Londres, poco después del lanzamiento del documental de The Concert for Bangladesh en el Reino Unido. Las sesiones contaron con el apoyo de músicos como  Ringo Starr, Eric Clapton y Klaus Voormann. Otra composición de Harrison, «You Got to Stay With Me», también fue grabada durante las sesiones, pero al igual que con las grabaciones de Spector, el proyecto de Black no llegó a completarse. La cara B que Harrison comenzó a escribir para Black también tomó una ruta alternativa, y terminó convirtiéndose en el tema autobiográfico «The Light That Has Lighted the World».
Mary Hopkin, antigua artista de Apple Records, también intentó grabar una versión de «When Every Song Is Sung» durante esta época. A pesar de la suspensión del proyecto, Black pensó que la melodía aun era buena e intentó regrabarla entre 1974 y 1975 con el apoyo del productor David Mackay. Sin embargo, según la cantante, «incluso entonces no tenía la magia que merecía. Debería haber tenido un arreglo tipo "Yesterday"». Esta versión fue posteriormente incluida en el recopilatorio  Cilla: The Best of 1963–1978.

### Ringo Starr
Ringo Starr, al igual que Cilla Black, era otro admirador de la canción, la cual definió como «una gran balada de las que siempre me gustaron». En abril de 1976, John Lennon y Paul McCartney cedieron dos canciones a Starr para su debut en Polydor Records, Ringo's Rotogravure. Harrison no pudo asistir debido al trabajo relacionado con su primer disco para Dark Horse Records, después de sufrir un periodo de hepatitis. En cambio, Starr recibió su permiso para grabar «When Every Song Is Sung», retitulada como «I'll Still Love You». Las sesiones de Ringo's Rotogravure tuvieron lugar en los Cherokee Studios de Los Ángeles entre abril y junio de 1976, con Arif Mardin como productor. Las sesiones contaron con la participación de Jim Keltner a la batería, Klaus Voormann al bajo y Lon Van Eaton en la guitarra.
Nicholas Schaffner, autor de Beatles Forever, describió las contribuciones de sus compañeros de The Beatles al disco como «desechables» y el tratamiento de «I'll Still Love You» como casi una «parodia de Harrison», completa por la «imitación fluida» del estilo de tocar la guitarra de Harrison. Recientemente, Ian Inglis describió la versión de Starr como «desigual», en la que la letra «poética y delicada» de Harrison está interrumpida por «gritos bulliciosos» de «Yes, I will». Inglis también se mostró descontento con los arreglos: «El solo de guitarra de Lon Van Eaton no puede recrear el inquietante elemento del distintivo estilo de Harrison, y la exagerada producción de Arif [Mardin] oculta cualquier conexión emocional entre las palabras y la música». En su libro Fab Four FAQ 2.0, Robert Rodríguez describió «I'll Still Love You» como uno de los aspectos más destacados del álbum, evidencia de que «cuando se trata de George, Ringo fue el destinatario de sus regalos más enérgicos». El propio Harrison no se mostró contento con el resultado y tomó acciones legales contra Starr, que pronto fueron resueltas extrajudicialmente.

## Personal
- Ringo Starr: voz y batería
- Lon Van Eaton: guitarra eléctrica
- Jane Getz: piano
- Arif Mardin: sintetizador
- Klaus Voormann: bajo
- Jim Keltner: batería
- Gene Orloff: orquestación
- David Lasley: coros